# Huddinge IK
Le Huddinge IK est un club de hockey sur glace de Huddinge en Suède. Il évolue en Allsvenskan, second échelon suédois.

## Historique
Le club est créé en 1950.

## Palmarès
- Division 1 suédoise : 2001, 2006.

## Anciens joueurs
- Kent Johansson
- Michael Johansson
- Michael Nylander
- Peter Nylander
- Viktor Tokaji